# Pompignac
Pompignac é uma comuna francesa na região administrativa da Nova Aquitânia, no departamento da Gironda. Estende-se por uma área de 11,6 km². Em 2010 a comuna tinha 3 126 habitantes (densidade: 269,5 hab./km²).